# Josef Leander Beneš
Josef Leander Beneš (27. února 1830 Vysoké Mýto – 8. května 1887 Praha) byl český právník a učitel. Působil jako advokát. Vyučoval na pražské technice a na Českoslovanské obchodní akademii. Přispíval do Riegrova Slovníku naučného a byl autorem odborných publikací v oblasti obchodu.

## Život
Pocházel z průmyslnické rodiny. Navštěvoval obecnou školu v rodném městě a v Lanškrouně, poté absolvoval piaristické gymnázium v Moravské Třebové a filosofii v Hradci Králové. Po maturitě byl přijat na právnickou fakultu v Praze. Během studií zápasil s finančními problémy a musel si přivydělávat soukromým vyučováním. Přednášel také v Hauserově ústavu a na obchodním učilišti Antonína Skřivana.
Po promoci roku 1865 pracoval nejprve jako advokátní koncipient v Praze a Slaném, poté si otevřel vlastní advokátní kancelář. Brzy se stal také členem disciplinární rady a zkušební komise.
Vedle právnické činnosti byl rovněž známým pedagogem. Vyučoval na vysoké škole technické, na lihovarnické a kupecké škole. Od roku 1882 byl ředitelem odborné školy sladovnické a jedním z prvních profesorů Českoslovanské obchodní akademie.
Zemřel na chronické onemocnění ledvin. Současníci ho uznávali jako oddaného, ochotného, skromného a svědomitého právníka a učitele.

## Rodina
Byl dvakrát ženat. První ženu Andělu Klarerovou (1850-1873) si vzal roku 1868 v jejích 17 letech; prvorozený syn Karel (*1868) zemřel ve 22 letech, druhorozený Rudolf (*1870) se stal správcem panství Sachsenberg v Českém Těšíně. S druhou manželkou Josefou měl tři děti, z nichž dvě zemřely v dětském věku.

## Dílo
- O kupeckých poukázkách (1881)
- O zřízení a vedení kněh živnostenských (1885)